# Pinaxia
Pinaxia is een geslacht van weekdieren uit de klasse van de Gastropoda (slakken).

## Soorten
- Pinaxia coronata A. Adams, 1853
- Pinaxia versicolor (Gray, 1839)